# Balote
La balote (da "bale", cioè "palla" in friulano) è un piatto tipico della cucina della Val Cosa, e in particolare di Clauzetto, dove ogni anno si tiene l'omonima “Fieste da la balote” dedicata a tale pietanza.
Si tratta di una sfera di polenta, ripiena di formaggio (solitamente formaggio salato), poi rosolata in padella o al forno e servita ricoperta di ricotta affumicata.
La tradizione racconta che i pretendenti portassero a casa dei genitori della ragazza della quale volevano chiedere la mano alcune balote. Se esse venivano messe a scaldare dai futuri suoceri, la proposta era accettata.